# ساتوشى اومورا

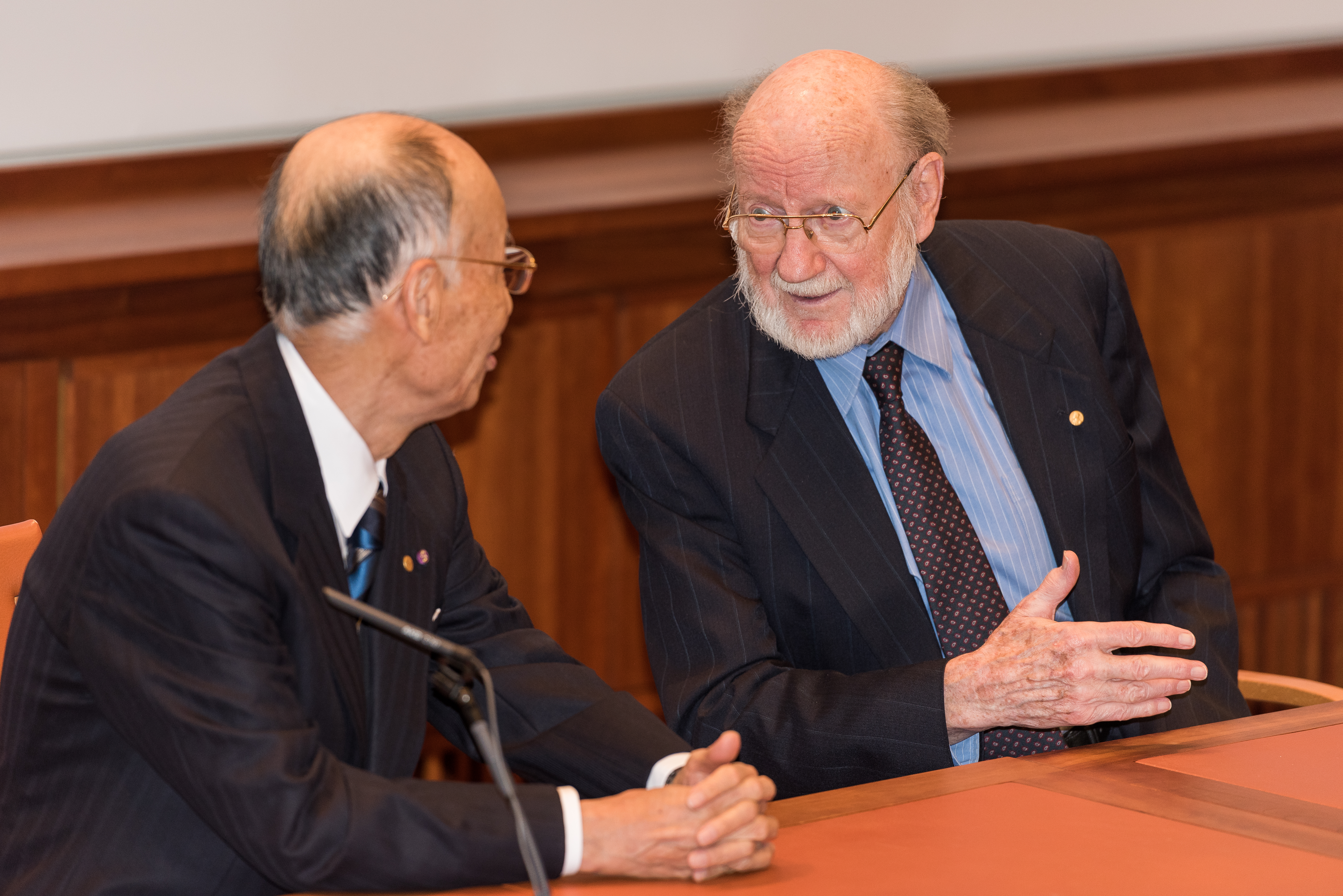
ساتوشي أومورا (يسار) وويليام سي كامبل (يمين) في ستوكهولم ، ديسمبر 2015.

ساتوشى اومورا (باليابانية: 大村 智
) (باليابانية: 大村智
) اتولد في محافظة ياماناشي، اليابان، هو عالم كيمياء حيوية حاز على جائزة نوبل في الطب في سنة 2015م مناصفه مع البروفسور الأيرلندى وليام كامبل، والصينية تو يويو.